# 澳洲雙犁海鱔
澳洲雙犁裸胸鱔，又名密点裸胸鳝、密點裸胸鯙，俗名錢鰻、薯鰻、虎鰻，為輻鰭魚綱鰻鱺目鯙亞目鯙科的其中一個種。
棲息深度可達3公尺，體長可達65公分，為底棲性魚類，生活在淺水的珊瑚礁、潮池，屬肉食性，生活習性不明。

## 分布
本魚分布西起阿拉伯半島、東至社會群島，北起沖繩、南迄澳洲。

## 深度
水深0至50公尺。

## 特徵
本魚體呈淡褐色，頭的前半部為暗褐色。頭、體側及各鰭上皆密佈著許多細小的褐色斑點。鰓孔上有一黑褐色斑。尾部則有斑點相連成不規則花紋。腹部顏色較淺。
體長可達60公分。

## 生態
本魚棲息於岩礁區的洞穴中，屬肉食性，以魚類及甲殼類為食。

## 經濟用途
少人食用，多飼養來做觀賞。